# 結城昌治
結城昌治(1927年2月5日—1996年1月24日)，本名田村幸雄，是一名日本著名推理小說作家。結城畢業於高輪商業學校，畢業後被海軍徵召入伍，不過因患上肺結核很快就退伍。退伍後，他在早稻田專科學校修讀法律。畢業後於東京地方檢察廳任檢察官，後來因肺結核入院治療，認識了文人福武永彦及石田波鄉，開始對文學產生興趣。1955年，結城憑《寒中游泳》獲得艾勒里·昆恩推理雜誌短篇推理小說徵文比賽的第一名而進軍推理文壇。1963年，他憑《黑夜結束時》獲得日本推理作家協會獎。1970年憑《軍旗飄揚下》獲得第63回直木賞。1985年《終點站》獲得吉川英治文學獎。